# Osmylogramma martinsoni
Osmylogramma martinsoni là một loài côn trùng trong họ Panfiloviidae thuộc bộ Neuroptera. Loài này được Ponomarenko miêu tả năm 1992.